# WASP-62
WASP-62 — звезда, которая находится в созвездии Золотой Рыбы на расстоянии приблизительно 521 светового года от нас. Вокруг звезды обращается, как минимум, одна планета.

## Характеристики
WASP-62 представляет собой звезду 10,3 видимой звёздной величины. По размерам и массе она немного превосходит наше Солнце. Её масса и радиус равны 1,25 и 1,28 солнечных. Температура поверхности составляет около 6230 кельвинов (5956.85 °C).

## Планетная система
В 2011 году группой астрономов, работающих в рамках программы SuperWASP, было объявлено об открытии планеты WASP-62 b в системе. Это типичный горячий юпитер с массой и радиусом, равными 0,57 и1,39 юпитерианских соответственно. Планета обращается на расстоянии около 0,05 а.е. от родительской звезды, совершая оборот за четверо с лишним суток. Открытие планеты было совершено транзитным методом.